# Palio dei Terzieri
Le Palio dei Terzieri est une fête populaire annuelle se déroulant en général du 13 août au 24 août à Città della Pieve dans la province de Pérouse en Ombrie. 

## Origine
Les Terzieri sont les trois quartiers de la ville médiévale. Leur origine remonte à l'an 1250, ils étaient nommés dans l'acte de soumission à Pérouse. 
- Borgo Dentro (couleurs jaune et noir).
- Casalino (bleu, rouge et blanc).
- Castello (vert et noir).

L'origine du Palio dei Terzieri remonte à la période comprise entre les XVe et le XVIe siècle à l'époque de Pietro Vannucci (le Pérugin) (1450 env. - 1523). 
À cette époque, la chasse au taureau se déroulait dans l'ancienne ville.  C'était une sorte de corrida à laquelle participaient les membres des quartiers et qui prévoyait l'usage de lances contre un taureau appartenant à la race locale Chianina. Le gagnant, c'est-à-dire l'individu qui finissait par achever le taureau, obtenait la victoire (Palio) pour le quartier auquel il appartenait. 

## Le Palio dei Terzieri

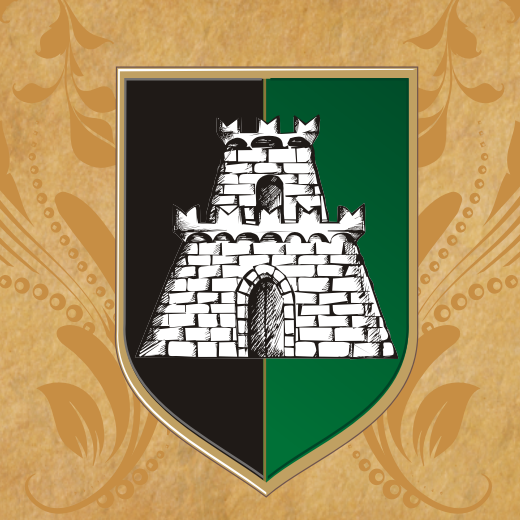

L’organisation et la direction de l’évènement est assuré par le conseil communal de  Città della Pieve.
Le palio a lieu l'avant-dernier dimanche d'août. Aujourd'hui il a pour objectif de rappeler la culture et les coutumes du Moyen Âge, ainsi que de la Renaissance en Ombrie.
Pendant les journées de fête, on peut assister à de nombreux spectacles, évocations historiques et culturelles et les soirs à des scènes de la Renaissance et profiter de l'ouverture des Taverne dei Terzieri qui proposent des plats de la tradition ombrienne et toscane. Dans les rues de l'ancienne ville, les commerçants font renaître les boutiques  à l'image du XIVe siècle. Des bandes de musiciens animent les rues et les bals à travers la ville.

### Le cortège

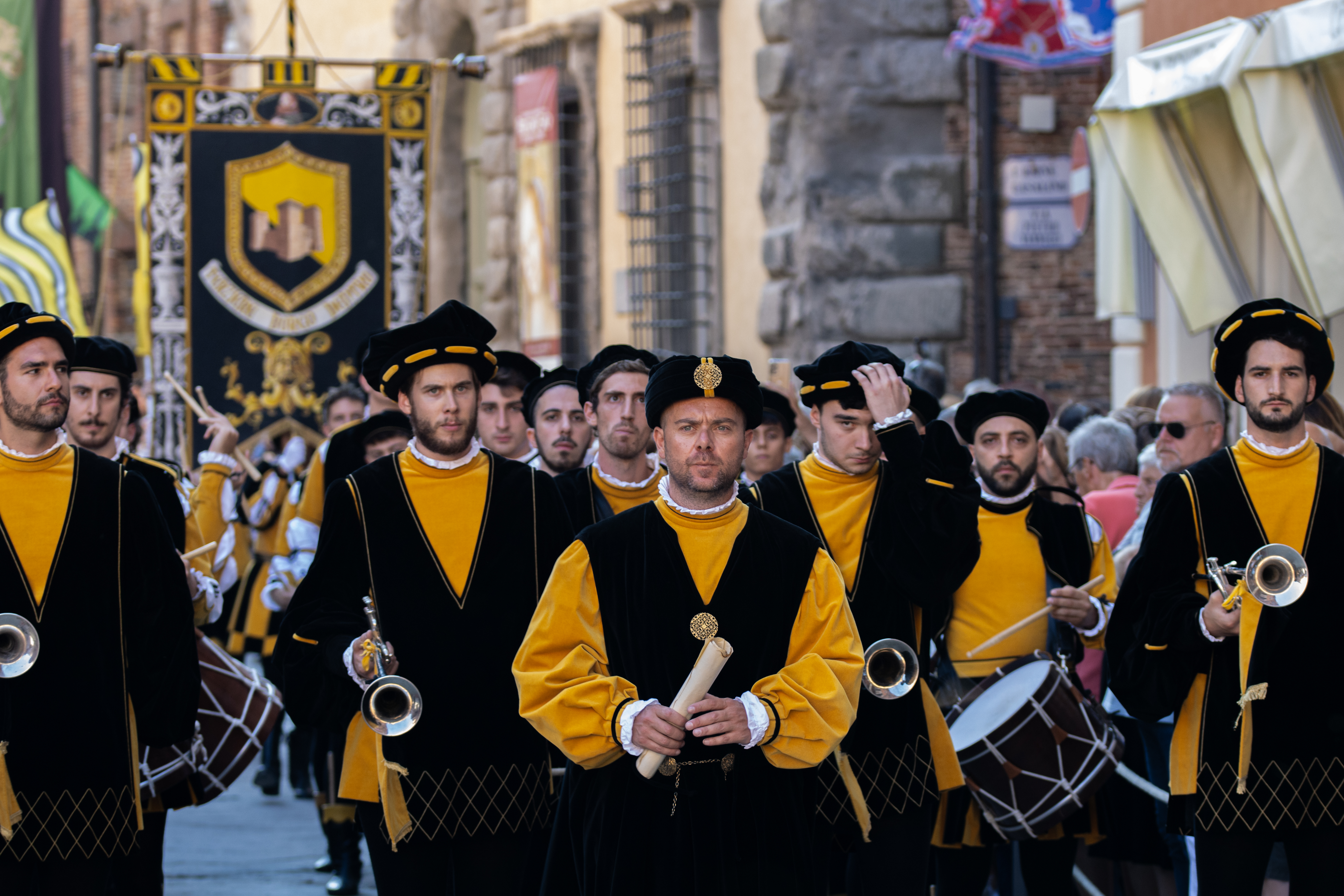

Le tournoi proprement dit, est précédé d'un cortège historique (annoncé par le roulement de tambourins), au premier rang duquel on retrouve la junte communale suivie du maître de cérémonie, du porte-drapeau, des juges de champ et des soldats de la commune.
Un cortège composé par plus de 700 figurants en habits d'époque (vassaux, notables, dames de cour, cavaliers, cracheurs de feu) inspirés des œuvres du Pérugin, parcourt les rues de la vieille ville.
Au terme du défilé, le majestueux char allégorique, inspiré de l'antiquité, traverse les rues de la ville conduit par des compagnies de musiciens jouant les mélodies de la Renaissance. 
Au terme du défilé le peuple se lance dans l'Infarinata (lancement de la farine). C'est un combat au dernier sachet de farine lancé aux autres, se transformant en empoignade générale dont le résultat est un blanchissement total des personnes (et des touristes).
À l'épuisement de la farine, le calme revient progressivement et le tournoi peut commencer.

### Le Tournoi
Pendant le palio, les représentants des trois Terzieri concourent afin de ramener la victoire à leur quartier.
Le tournoi se résume en un concours de tir à l'arc de trois manches, entre des représentants désignés. Ceux-ci concourent trois à la fois et projettent chacun trois flèches contre l'une des trois cibles qui lui est attribuée. Les cibles sont des silhouettes mobiles  en forme de taureau, divisées en zone à points (multiple de trois), rappelant la symbolique médiévale. Après les trois manches et les trois séries de tirs, le tireur qui a obtenu le plus grand nombre de points remporte la victoire à son quartier (un drap en tissu peint appelé Palio) et le garde pendant un an.
La remise du Palio est effectuée  par le maire de Città della Pieve.
Des défilés, bals, dégustations de produits locaux perdurent tard dans la nuit.

## Sources
- Site commune Città della Pieve.